# Nelo lena
Nelo lena är en fjärilsart som beskrevs av Thierry-mieg 1910. Nelo lena ingår i släktet Nelo och familjen mätare. Inga underarter finns listade i Catalogue of Life.